# Temporada do Clube de Regatas do Flamengo de 2012
O Clube de Regatas do Flamengo em 2012 participou de três competições: Campeonato Carioca, Copa Libertadores e Campeonato Brasileiro.
Foram 66 partidas disputadas, 28 vitórias, 20 empates e 18 derrotas, ou seja, um aproveitamento de 52,5% na temporada. Com 89 gols marcados, 74 gols sofridos e saldo de 15 gols, sendo 24 deles marcados por Vágner Love, artilheiro da temporada, seguido por Ronaldinho Gaúcho, que deixou o clube no final de maio, e Renato Abreu, ambos com sete gols cada.

## Elenco profissional
Este foi o elenco ao final da temporada:
Legenda
- : Capitão
- : Jogador suspenso
- : Jogador lesionado

## Fatos marcantes

### Transferências
Legenda
- : Jogadores que retornam de empréstimo
- : Jogadores emprestados

Última atualização em 2 de dezembro de 2012.

#### Entradas
| Entradas         |      |                      |             |
| Jogador          | Pos. | Clube anterior       | Ref.        |
| Magal            | LE   | Americana            | [ 1 ]       |
| Itamar           | A    | Al-Rayyan            | [ 2 ]       |
| González         | Z    | Universidad de Chile | [ 3 ] [ 4 ] |
| Vágner Love      | A    | CSKA Moscou          | [ 5 ]       |
| Kléberson        | V    | Atlético Paranaense  | [ 6 ]       |
| Wellington Silva | LD   | Resende              | [ 7 ]       |
| Amaral           | V    | Nova Iguaçu          | [ 8 ]       |
| Jorge Luiz       | M    | Friburguense         | [ 8 ]       |
| Ibson            | V    | Santos               | [ 9 ]       |
| Thiago Medeiros  | Z    | Madureira            | [ 10 ]      |
| Hernane          | A    | Mogi Mirim           | [ 11 ]      |
| Víctor Cáceres   | V    | Libertad             | [ 12 ]      |
| Ramon            | LE   | Corinthians          | [ 13 ]      |
| João Vitor       | V    | Londrina             | [ 14 ]      |
| Dorival Júnior   | T    | Internacional        | [ 15 ]      |
| Liédson          | A    | Corinthians          | [ 16 ]      |
| Adriano          | A    | Corinthians          | [ 17 ]      |
| Cléber Santana   | M    | Avaí                 | [ 18 ]      |
| Renato Santos    | Z    | Avaí                 | [ 18 ]      |
| Wellington Bruno | M    | Ipatinga             | [ 19 ]      |

Vágner Love

#### Saídas
| Saídas          |      |                     |               |
| Jogador         | Pos. | Clube de destino    | Ref.          |
| Egídio          | LE   | Goiás               | [ 20 ]        |
| Gonzalo Fierro  | M    | Colo-Colo           | [ 21 ]        |
| Thiago Neves    | M    | Fluminense          | [ 22 ]        |
| Jael            | A    | Sport               | [ 23 ]        |
| Alex Silva      | Z    | Cruzeiro            | [ 24 ]        |
| João Vitor      | V    | Londrina            | [ 25 ]        |
| Gustavo         | Z    | Atlético Goianiense | [ 26 ]        |
| Itamar          | A    | Ceará               | [ 27 ]        |
| Willians        | V    | Udinese             | [ 28 ]        |
| David Braz      | Z    | Santos              | [ 29 ]        |
| Galhardo        | LD   | Santos              | [ 29 ]        |
| Júnior César    | LE   | Atlético Mineiro    | [ 30 ]        |
| Ronaldinho      | A    | Atlético Mineiro    | [ 31 ] [ 32 ] |
| Kléberson       | V    | Bahia               | [ 33 ]        |
| Rodrigo Alvim   | LE   | Joinville           | [ 34 ]        |
| Joel Santana    | T    | Dispensado          | [ 35 ]        |
| Diego Maurício  | A    | Alania Vladikavkaz  | [ 36 ]        |
| Jorge Luiz      | M    | Friburguense        | [ 37 ]        |
| Deivid          | A    | Coritiba            | [ 38 ]        |
| João Vitor      | V    | Braga               | [ 39 ]        |
| Thiago Medeiros | Z    | Avaí                | [ 40 ]        |
| Erick Flores    | M    | Avaí                | [ 40 ]        |
| Adriano         | A    | Desligado           | [ 41 ]        |

Thiago Neves
Alex Silva
Alex Silva não se apresentou para a viagem do Flamengo à Bolívia para estreia na Taça Libertadores, contra o Real Potosí, alegando salários atrasados. Foi afastado do grupo pela diretoria e acabou fora da lista de 25 jogadores inscritos para a primeira fase do torneio. Como possui um salário alto, a diretoria busca emprestá-lo ou vendê-lo. Em 24 de janeiro, as negociações com o Santos foram retomadas, após uma nova proposta de valor para o salário do jogador.

### Ronaldinho Gaúcho

#### Processo na Justiça e saída
Em 31 de maio, após 17 meses de um relacionamento conturbado, Ronaldinho Gaúcho deixou o Flamengo. O jogador conseguiu a tutela antecipada na 9.ª vara do Tribunal Regional do Trabalho da 1.ª Região. A liminar foi protocolada na Confederação Brasileira de Futebol (CBF) e o fim do vínculo contratual foi oficializado após a liminar passar pelos departamentos jurídico e de registros da entidade, o que liberou o jogador para assinar com outro clube.
O vice-presidente jurídico do clube, Rafael de Piro, confirmou que o clube já foi notificado da decisão judicial que deixa o jogador livre do contrato que era válido até dezembro de 2014.
Em 1 de junho, foi concedida uma entrevista coletiva na sede do clube sobre a saída do jogador. Participaram a presidente, Patrícia Amorim, o diretor de futebol, Zinho, e Rafael de Piro, advogado responsável pelo caso.
| “ | Queria dizer para toda a nação rubro-negra que o sentimento que tenho deve ser o mesmo de todo torcedor. Decepção, tristeza, é até bastante difícil falar. Estou muito, muito emocionada. O Flamengo fez um investimento no ano passado no jogador Ronaldinho Gaúcho, uma negociação boa para o clube. Quando a patrocinadora (Traffic) se afastou, o Flamengo, de uma forma correta, assumiu a dívida de 3,75 milhões de reais que não era nossa, apostando no comprometimento, na identidade que nós imaginávamos que ele poderia ter. A dívida não era nossa e assumimos apostando na temporada de 2012. | ” |

## Treinadores
Em 2 de fevereiro, a presidente Patrícia Amorim, anunciou a saída de Vanderlei Luxemburgo do comando do time. Além dele, foram substituídos o gerente de futebol, Isaías Tinoco, o preparador físico Antônio Mello e o auxiliar Júnior Lopes e o diretor de futebol, Luiz Augusto Veloso, que havia entregado o cargo mais cedo. Assumiu, interinamente, o auxiliar técnico Jaime de Almeida.
Em 9 de fevereiro, Joel Santana assumiu como treinador com o desafio de conquistar a Copa Libertadores. Foi demitido em 23 de julho, após quase seis meses no comando do time. A derrota para o Cruzeiro na 11.ª rodada do Campeonato Brasileiro por 1 a 0, encerrou a quinta passagem pelo clube. Foram 31 jogos, 17 vitórias, cinco empates e nove derrotas, ou seja, um aproveitamento de pouco mais de 60%.
Em 26 de julho, Dorival Júnior foi anunciado como novo treinador do clube para um contrato de um ano e meio, ou seja, até o final de 2013. A situação do clube no Campeonato Brasileiro era a décima colocação, com 16 pontos, a oito pontos da zona de classificação para a Libertadores de 2013.

## Competições

### Copa Libertadores
Com o quarto lugar no Campeonato Brasileiro de 2011, o Flamengo se classificou para a primeira fase da Copa Libertadores. Foram dois jogos contra o Real Potosí: em 25 de janeiro em Potosí, na Bolívia e em 1 de fevereiro no Rio de Janeiro.
Vencido o desafio da primeira fase, o Flamengo disputou uma das vagas para a próxima fase, no grupo 2, com Emelec (Equador), Lanús (Argentina) e Olimpia (Paraguai), em partidas de ida e volta.
Com duas vitórias, dois empates e duas derrotas, o Flamengo ficou em 3.º lugar no grupo e foi eliminado da competição. As duas partidas da última rodada do grupo foram realizadas no mesmo horário e durante alguns instantes, com o empate entre Olímpia e Emelec, o Flamengo esteve classificado, mas com a vitória do Emelec nos acréscimos da partida, o Flamengo foi eliminado.

#### Primeira fase
As partidas pela primeira fase da Copa Libertadores:
| 25 de janeiro Ida | Real Potosí                | 2 – 1     | Flamengo         | Potosí, Bolívia                                            |  |
| 20:00 (UTC-4)     | Centurión 30' · Britez 57' | Relatório | Luiz Antônio 28' | Estádio: Víctor Agustín Ugarte Árbitro: URU Líber Prudente |  |

| 1 de fevereiro Volta | Flamengo                         | 2 – 0     | Real Potosí | Rio de Janeiro, Brasil                       |  |
| 22:00 (UTC-2)        | Léo Moura 39' · Ronaldinho 90+2' | Relatório |             | Estádio: Engenhão Árbitro: PER Víctor Rivera |  |

#### Segunda fase
As partidas pela segunda fase da Copa Libertadores:
| Equipe   | Pts | J | V | E | D | GP | GC | SG |
| -------- | --- | - | - | - | - | -- | -- | -- |
| Lanús    | 10  | 6 | 3 | 1 | 2 | 11 | 6  | +5 |
| Emelec   | 9   | 6 | 3 | 0 | 3 | 7  | 8  | –1 |
| Flamengo | 8   | 6 | 2 | 2 | 2 | 12 | 10 | +2 |
| Olimpia  | 7   | 6 | 2 | 1 | 3 | 10 | 16 | –6 |

| 15 de fevereiro Ida | Lanús        | 1 – 1     | Flamengo      | Lanús                                                 |  |
| 21:00 (UTC-3)       | Carranza 74' | Relatório | Léo Moura 45' | Estádio: Cidade de Lanús Árbitro: URU Roberto Silvera |  |

| 8 de março Ida | Flamengo        | 1 – 0     | Emelec | Rio de Janeiro                               |  |
| 21:45 (UTC-3)  | Vágner Love 48' | Relatório |        | Estádio: Engenhão Árbitro: URU Darío Ubriaco |  |

| 15 de março Ida | Flamengo                                                 | 3 – 3     | Olimpia                                  | Rio de Janeiro                               |  |
| 22:00 (UTC-3)   | Bottinelli 37' · Ronaldinho 56' (pen) · Luiz Antônio 63' | Relatório | Zeballos 76' · Caballero 84' · Marín 88' | Estádio: Engenhão Árbitro: COL José Buitrago |  |

| 28 de março Volta | Olimpia                                | 3 – 2     | Flamengo                         | Assunção                                                 |  |
| 22:00 (UTC-3)     | Órteman 6' · Zeballos 52' · Aranda 70' | Relatório | Vágner Love 48' · Bottinelli 77' | Estádio: Defensores del Chaco Árbitro: CHI Enrique Osses |  |

| 4 de abril Volta | Emelec                               | 3 – 2     | Flamengo                     | Guaiaquil                                           |  |
| 19:50 (UTC-5)    | Figueroa 33', 82' · Gaibor 90' (pen) | Relatório | Bagüí 8' (g.c.) · Deivid 42' | Estádio: George Capwell Árbitro: URU Martín Vázquez |  |

| 12 de abril Volta | Flamengo                                     | 3 – 0     | Lanús | Rio de Janeiro                               |  |
| 19:30 (UTC-3)     | Welinton 17' · Deivid 41' · Luiz Antônio 49' | Relatório |       | Estádio: Engenhão Árbitro: COL Wilmar Roldán |  |

### Campeonato Brasileiro
| Pos | Time     | Pts | J  | V  | E  | D  | GP | GC | SG | %     |
| --- | -------- | --- | -- | -- | -- | -- | -- | -- | -- | ----- |
| 11  | Flamengo | 50  | 38 | 12 | 14 | 12 | 39 | 46 | -7 | 43,86 |

Última atualização em 2 de dezembro de 2012.

#### Primeiro turno
|            | Rodada | Rodada | Rodada | Rodada | Rodada | Rodada | Rodada | Rodada | Rodada | Rodada | Rodada | Rodada | Rodada | Rodada | Rodada | Rodada | Rodada | Rodada | Rodada |
| 1.ª        | 2.ª    | 3.ª    | 4.ª    | 5.ª    | 6.ª    | 7.ª    | 8.ª    | 9.ª    | 10.ª   | 11.ª   | 12.ª   | 13.ª   | 14.ª   | 15.ª   | 16.ª   | 17.ª   | 18.ª   | 19.ª   |        |
| ---------- | ------ | ------ | ------ | ------ | ------ | ------ | ------ | ------ | ------ | ------ | ------ | ------ | ------ | ------ | ------ | ------ | ------ | ------ | ------ |
| Desempenho | 7.º    | 9.º    | 12.º   | 8.º    | 8.º    | 9.º    | 9.º    | 9.º    | 9.º    | 10°    | 10°    | 10°    | 11°    | 13°    | 10°    | 9.º    | 10°    | 9.º    | 9.º    |

| 19 de maio 1.ª rodada | Sport                  | 1 – 1          | Flamengo        | Recife                                                                          |  |
| 18:30                 | Marquinhos Gabriel 57' | súmula borderô | Vágner Love 74' | Estádio: Ilha do Retiro Público: 28 699 Árbitro: SP Paulo César Oliveira (FIFA) |  |

| 26 de maio 2.ª rodada | Flamengo                                                  | 3 – 3          | Internacional                  | Rio de Janeiro                                                             |  |
| 18:30                 | Airton 8' · Ronaldinho Gaúcho 16' (pen) · Vágner Love 48' | súmula borderô | Fabrício 33', 66' · Dátolo 70' | Estádio: Engenhão Público: 19 274 Árbitro: GO André Luiz de Freitas Castro |  |

| 6 de junho 3.ª rodada | Ponte Preta                      | 2 – 2          | Flamengo                             | Campinas                                                          |  |
| 21:50                 | Renê Junior 15' · João Paulo 50' | súmula borderô | Renato Abreu 28' · Vágner Love 90+3' | Estádio: Moisés Lucarelli Público: 5 365 Árbitro: MT Wagner Reway |  |

| 9 de junho 4.ª rodada | Flamengo                                        | 3 – 1          | Coritiba    | Rio de Janeiro                                                 |  |
| 18:30                 | Vágner Love 6' · Luiz Antônio 12' · Hernane 90' | súmula borderô | Emerson 23' | Estádio: Engenhão Público: 6 142 Árbitro: SP Rodrigo Braghetto |  |

| 17 de junho 5.ª rodada | Flamengo             | 1 – 0          | Santos | Rio de Janeiro                                                                   |  |
| 16:00                  | Bottinelli 88' (pen) | súmula borderô |        | Estádio: Engenhão Público: 17 373 Árbitro: AL Francisco Carlos Nascimento (FIFA) |  |

| 24 de junho 6.ª rodada | Grêmio                          | 2 – 0          | Flamengo | Porto Alegre                                                            |  |
| 16:00                  | Marcelo Moreno 32' · Werley 48' | súmula borderô |          | Estádio: Olímpico Público: 14 878 Árbitro: SP Wilson Luiz Seneme (FIFA) |  |

| 1 de julho 7.ª rodada | Flamengo                           | 3 – 2          | Atlético Goianiense | Rio de Janeiro                                                          |  |
| 18:30                 | Renato Abreu 34', 60' · Adryan 56' | súmula borderô | Felipe 27', 79'     | Estádio: Engenhão Público: 4 200 Árbitro: PR Héber Roberto Lopes (FIFA) |  |

| 8 de julho 8.ª rodada | Fluminense | 1 – 0          | Flamengo | Rio de Janeiro                                                               |  |
| 16:00                 | Fred 10'   | súmula borderô |          | Estádio: Engenhão Público: 38 862 Árbitro: RJ Wagner do Nascimento Magalhães |  |

| 15 de julho 9.ª rodada | Bahia         | 1 – 2          | Flamengo                             | Salvador                                                                        |  |
| 16:00                  | Kléberson 37' | súmula borderô | Hernane 30' · Renato Abreu 71' (pen) | Estádio: Pituaçu Público: 29 206 Árbitro: AL Francisco Carlos Nascimento (FIFA) |  |

| 18 de julho 10.ª rodada | Flamengo | 0 – 3          | Corinthians                   | Rio de Janeiro                                                          |  |
| 21:50                   |          | súmula borderô | Douglas 27', 39' · Danilo 54' | Estádio: Engenhão Público: 12 027 Árbitro: PE Sandro Meira Ricci (FIFA) |  |

| 22 de julho 11.ª rodada | Cruzeiro   | 1 – 0          | Flamengo | Belo Horizonte                                                                |  |
| 16:00                   | Borges 44' | súmula borderô |          | Estádio: Independência Público: 16 277 Árbitro: PR Héber Roberto Lopes (FIFA) |  |

| 26 de julho 12.ª rodada | Flamengo | 0 – 0          | Portuguesa | Rio de Janeiro                                                              |  |
| 21:00                   |          | súmula borderô |            | Estádio: Engenhão Público: 5 732 Árbitro: MG Ricardo Marques Ribeiro (FIFA) |  |

| 29 de julho 13.ª rodada | São Paulo                                           | 4 – 1          | Flamengo  | São Paulo                                                           |  |
| 16:00                   | Maicon 41' · Luís Fabiano 45+1', 60' · Jádson 90+2' | súmula borderô | Ramon 66' | Estádio: Morumbi Público: 35 409 Árbitro: BA Jaílson Macedo Freitas |  |

| 26 de setembro 14.ª rodada | Flamengo                      | 2 – 1          | Atlético Mineiro | Rio de Janeiro                                                       |  |
| 22:00                      | Vágner Love 21' · Liédson 55' | súmula borderô | Jô 49'           | Estádio: Engenhão Público: 34 116 Árbitro: BA Jaílson Macedo Freitas |  |

| 8 de agosto 15.ª rodada | Figueirense | 0 – 2          | Flamengo             | Florianópolis                                                                      |  |
| 21:50                   |             | súmula borderô | Vágner Love 62', 86' | Estádio: Orlando Scarpelli Público: 11 307 Árbitro: RS Leandro Pedro Vuaden (FIFA) |  |

| 11 de agosto 16.ª rodada | Flamengo             | 2 – 0          | Náutico | Volta Redonda                                                                      |  |
| 21:00                    | Vágner Love 14', 43' | súmula borderô |         | Estádio: Raulino de Oliveira Público: 7 073 Árbitro: RS Jean Pierre Gonçalves Lima |  |

| 15 de agosto 17.ª rodada | Palmeiras  | 1 – 0          | Flamengo | Barueri                                                                    |  |
| 21:50                    | Barcos 32' | súmula borderô |          | Estádio: Arena Barueri Público: 7 500 Árbitro: SC Célio Amorim (asp. FIFA) |  |

| 19 de agosto 18.ª rodada | Flamengo        | 1 – 0          | Vasco da Gama | Rio de Janeiro                                                                |  |
| 18:30                    | Vágner Love 37' | súmula borderô |               | Estádio: Engenhão Público: 15 459 Árbitro: RJ Marcelo de Lima Henrique (FIFA) |  |

| 26 de agosto 19.ª rodada | Botafogo | 0 – 0          | Flamengo | Rio de Janeiro                                                        |  |
| 16:00                    |          | súmula borderô |          | Estádio: Engenhão Público: 15 090 Árbitro: RJ Péricles Bassols (FIFA) |  |

#### Segundo turno
|            | Rodada | Rodada | Rodada | Rodada | Rodada | Rodada | Rodada | Rodada | Rodada | Rodada | Rodada | Rodada | Rodada | Rodada | Rodada | Rodada | Rodada | Rodada | Rodada |
| 20.ª       | 21.ª   | 22.ª   | 23.ª   | 24.ª   | 25.ª   | 26.ª   | 27.ª   | 28.ª   | 29.ª   | 30.ª   | 31.ª   | 32.ª   | 33.ª   | 34.ª   | 35.ª   | 36.ª   | 37.ª   | 38.ª   |        |
| ---------- | ------ | ------ | ------ | ------ | ------ | ------ | ------ | ------ | ------ | ------ | ------ | ------ | ------ | ------ | ------ | ------ | ------ | ------ | ------ |
| Desempenho | 10°    | 12°    | 13°    | 13°    | 16°    | 16°    | 14°    | 11°    | 12°    | 15°    | 15°    | 15°    | 14°    | 14°    | 12°    | 9°     | 11°    | 11°    | 11°    |

| 30 de agosto 20.ª rodada | Flamengo  | 1 – 1          | Sport              | Volta Redonda                                                                          |  |
| 21:00                    | Ibson 13' | súmula borderô | Felipe Azevedo 20' | Estádio: Raulino de Oliveira Público: 6 035 Árbitro: MG Ricardo Marques Ribeiro (FIFA) |  |

| 2 de setembro 21.ª rodada | Internacional                                      | 4 – 1          | Flamengo        | Porto Alegre                                                             |  |
| 16:00                     | Forlán 28', 66' · Josimar 39' · Leandro Damião 75' | súmula borderô | Vágner Love 14' | Estádio: Beira-Rio Público: 10 413 Árbitro: SP Wilson Luiz Seneme (FIFA) |  |

| 5 de setembro 22.ª rodada | Flamengo | 0 – 1          | Ponte Preta | Volta Redonda                                                                    |  |
| 19:30                     |          | súmula borderô | Uendel 20'  | Estádio: Raulino de Oliveira Público: 2 627 Árbitro: GO Elmo Alves Resende Cunha |  |

| 8 de setembro 23.ª rodada | Coritiba                                        | 3 – 0          | Flamengo | Curitiba                                                                     |  |
| 18:30                     | Lincoln 16' · Rafinha 57' · Éverton Ribeiro 71' | súmula borderô |          | Estádio: Couto Pereira Público: 12 033 Árbitro: PE Sandro Meira Ricci (FIFA) |  |

| 12 de setembro 24.ª rodada | Santos                          | 2 – 0          | Flamengo | Santos                                                                              |  |
| 22:00                      | Victor Andrade 85' · Neymar 86' | súmula borderô |          | Estádio: Vila Belmiro Público: 8 015 Árbitro: RS Márcio Chagas da Silva (asp. FIFA) |  |

| 16 de setembro 25.ª rodada | Flamengo   | 1 – 1          | Grêmio             | Rio de Janeiro                                                               |  |
| 18:30                      | Adryan 61' | súmula borderô | Marcelo Moreno 17' | Estádio: Engenhão Público: 11 968 Árbitro: MG Ricardo Marques Ribeiro (FIFA) |  |

| 23 de setembro 26.ª rodada | Atlético Goianiense | 1 – 2          | Flamengo                         | Goiânia                                                                           |  |
| 16:00                      | Joílson 10'         | súmula borderô | Cléber Santana 35' · Liédson 66' | Estádio: Serra Dourada Público: 23 887 Árbitro: SP Paulo Cesar de Oliveira (FIFA) |  |

| 30 de setembro 27.ª rodada | Flamengo | 0 – 1          | Fluminense | Rio de Janeiro                                                                |  |
| 16:00                      |          | súmula borderô | Fred 17'   | Estádio: Engenhão Público: 25 313 Árbitro: RJ Marcelo de Lima Henrique (FIFA) |  |

| 4 de outubro 28.ª rodada | Flamengo | 0 – 0          | Bahia | Rio de Janeiro                                                         |  |
| 21:00                    |          | súmula borderô |       | Estádio: Engenhão Público: 25 777 Árbitro: MT Wagner Reway (asp. FIFA) |  |

| 10 de outubro 29.ª rodada | Corinthians                                   | 3 – 2          | Flamengo                          | São Paulo                                                           |  |
| 22:00                     | Edenílson 60' · Paulo André 75' · Emerson 89' | súmula borderô | Renato Santos 29' · Liédson 90+3' | Estádio: Pacaembu Público: 25 395 Árbitro: RS Fabrício Neves Corrêa |  |

| 13 de outubro 30.ª rodada | Flamengo    | 1 – 1          | Cruzeiro    | Rio de Janeiro                                                 |  |
| 18:30                     | Liédson 10' | súmula borderô | Everton 18' | Estádio: Engenhão Público: 20 833 Árbitro: RS Anderson Daronco |  |

| 17 de outubro 31.ª rodada | Portuguesa | 0 – 0          | Flamengo | São Paulo                                                                |  |
| 22:00                     |            | súmula borderô |          | Estádio: Canindé Público: 5 892 Árbitro: GO André Luiz de Freitas Castro |  |

| 21 de outubro 32.ª rodada | Flamengo     | 1 – 0          | São Paulo | Rio de Janeiro                                                            |  |
| 16:00                     | González 71' | súmula borderô |           | Estádio: Engenhão Público: 21 631 Árbitro: RS Leandro Pedro Vuaden (FIFA) |  |

| 31 de outubro 33.ª rodada | Atlético Mineiro | 1 – 1          | Flamengo         | Belo Horizonte                                                               |  |
| 21:50                     | Leonardo 57'     | súmula borderô | Renato Abreu 27' | Estádio: Independência Público: 19 945 Árbitro: PE Sandro Meira Ricci (FIFA) |  |

| 3 de novembro 34.ª rodada | Flamengo    | 1 – 0          | Figueirense | Volta Redonda                                                                       |  |
| 21:00                     | Hernane 71' | súmula borderô |             | Estádio: Raulino de Oliveira Público: 6 776 Árbitro: MG Emerson de Almeida Ferreira |  |

| 11 de novembro 35.ª rodada | Náutico | 0 – 1          | Flamengo               | Recife                                                                 |  |
| 19:30                      |         | súmula borderô | Renato Abreu 81' (pen) | Estádio: Aflitos Público: 19 252 Árbitro: SP Guilherme Ceretta de Lima |  |

| 18 de novembro 36.ª rodada | Flamengo        | 1 – 1          | Palmeiras    | Volta Redonda                                                                                     |  |
| 17:00                      | Vágner Love 88' | súmula borderô | Vinícius 62' | Estádio: Raulino de Oliveira Público: 10 623 Árbitro: GO André Luiz de Freitas Castro (asp. FIFA) |  |

| 24 de novembro 37.ª rodada | Vasco da Gama | 1 – 1          | Flamengo     | Rio de Janeiro                                                              |  |
| 19:30                      | Nílton 33'    | súmula borderô | González 86' | Estádio: Engenhão Público: 9 416 Árbitro: RJ Wagner do Nascimento Magalhães |  |

| 1 de dezembro 38.ª rodada | Flamengo                    | 2 – 2          | Botafogo                    | Rio de Janeiro                                                     |  |
| 19:30                     | Nixon 32' · Vágner Love 55' | súmula borderô | Sassá 4' · Vítor Júnior 48' | Estádio: Engenhão Público: 9 380 Árbitro: RJ Felipe Gomes da Silva |  |

### Campeonato Carioca

#### Taça Guanabara
Fase de grupos - Grupo A
| Pos | Time     | PG | J | V | E | D | GP | GS | SG |
| --- | -------- | -- | - | - | - | - | -- | -- | -- |
| 2   | Flamengo | 15 | 7 | 4 | 3 | 0 | 10 | 1  | +9 |

| 21 de janeiro 1.ª rodada | Flamengo                                 | 4 – 0  | Bonsucesso | Rio de Janeiro                                                              |  |
| 17:00                    | Jael 28', 31' · Camacho 73' · Adryan 88' | Súmula |            | Estádio: Engenhão Público: 6 079 Árbitro: RJ Wágner do Nascimento Magalhães |  |

| 28 de janeiro 2.ª rodada | Macaé | 0 – 0  | Flamengo | Macaé                                                                     |  |
| 17:00                    |       | Súmula |          | Estádio: Moacyrzão Público: 5 643 Árbitro: RJ Antônio Frederico Schneider |  |

| 3 de fevereiro 3.ª rodada | Flamengo | 0 – 0  | Olaria | Rio de Janeiro                                                          |  |
| 17:00                     |          | Súmula |        | Estádio: Engenhão Público: 3 131 Árbitro: RJ Eduardo Cordeiro Guimarães |  |

| 5 de fevereiro 4.ª rodada | Botafogo | 0 – 0  | Flamengo | Rio de Janeiro                                              |  |
| 19:30                     |          | Súmula |          | Estádio: Engenhão Público: 12 439 Árbitro: RJ Pathrice Maia |  |

| 8 de fevereiro 5.ª rodada | Flamengo                   | 1 – 0  | Madureira | Rio de Janeiro                                                               |  |
| 17:00                     | Thiago Medeiros 53' (g.c.) | Súmula |           | Estádio: Engenhão Público: 4 376 Árbitro: RJ Lenílton Rodrigues Gomes Junior |  |

| 12 de fevereiro 6.ª rodada | Flamengo                | 2 – 0  | Nova Iguaçu | Macaé                                                                        |  |
| 17:00                      | Deivid 13' · Renato 59' | Súmula |             | Estádio: Moacyrzão Público: 9 269 Árbitro: RJ Wagner do Nascimento Magalhães |  |

| 18 de fevereiro 7.ª rodada | Resende           | 1 – 3 | Flamengo                                              | Volta Redonda                                                                           |  |
| 16:20                      | Marcelo Regis 45' |       | Ronaldinho Gaucho 58' · Vagner Love 62' · Negueba 83' | Estádio: Raulino de Oliveira Público: 8 609 Árbitro: RJ Marcelo de Lima Henrique (FIFA) |  |

Fase final
| 22 de fevereiro Semifinal | Vasco da Gama                    | 2 – 1 | Flamengo       | Rio de Janeiro                                              |  |
| 21:50                     | Alecsandro 14' · Diego Souza 77' |       | Vágner Love 2' | Estádio: Engenhão Árbitro: RJ Luiz Antonio Silva dos Santos |  |

#### Taça Rio
Fase de grupos - Grupo A
| Pos | Time     | PG | J | V | E | D | GP | GS | SG |
| --- | -------- | -- | - | - | - | - | -- | -- | -- |
| 1   | Flamengo | 21 | 8 | 7 | 0 | 1 | 17 | 8  | +9 |

| 29 de fevereiro 1.ª rodada | Flamengo | 1 – 2  | Boavista-RJ | Macaé                                                               |  |
| 22:00                      |          | Súmula |             | Estádio: Moacyrzão Público: 2 461 Árbitro: RJ Felipe Gomes da Silva |  |

| 4 de março 2.ª rodada | Duque de Caxias | 1 – 2  | Flamengo                                | Macaé                                                                 |  |
| 18:30                 | Rodrigues 60'   | Súmula | Vagner Love 11' · Ronaldinho Gaúcho 81' | Estádio: Moacyrzão Público: 5 598 Árbitro: RJ Péricles Bassols (FIFA) |  |

| 11 de março 3.ª rodada | Flamengo                              | 2 – 0  | Fluminense | Rio de Janeiro                                                           |  |
| 18:30                  | Ronaldinho Gaúcho 22' · Kleberson 24' | Súmula |            | Estádio: Engenhão Público: 14 753 Árbitro: RJ Eduardo Cordeiro Guimarães |  |

| 18 de março 4.ª rodada | Friburguense | 0 – 1 | Flamengo      | Macaé                             |  |
| 16:00                  |              |       | Kleberson 77' | Estádio: Moacyrzão Público: 2 267 |  |

| 24 de março 5.ª rodada | Volta Redonda                   | 2 – 4  | Flamengo                                                | Volta Redonda                                                                          |  |
| 18:30                  | Rafael Granja 14' · Leílton 63' | Súmula | David Braz 33' · Vagner Love 48', 75' · Léo Moura 90+1' | Estádio: Raulino de Oliveira Público: 10 301 Árbitro: RJ Luis Antonio Silva dos Santos |  |

| 1 de abril 6.ª rodada | Flamengo | 2 – 1  | Bangu        | Macaé                                                                |  |
| 16:00                 |          | Súmula | {{{golos2}}} | Estádio: Moacyrzão Público: 5 127 Árbitro: RJ Grazianni Maciel Rocha |  |

| 7 de abril 7.ª rodada | Vasco da Gama   | 1 – 2  | Flamengo                           | Rio de Janeiro                                                       |  |
| 18:30                 | Diego Souza 49' | Súmula | Deivid 14' · Ronaldinho Gaúcho 91' | Estádio: Engenhão Público: 14 152 Árbitro: RJ Wagner dos Santos Rosa |  |

| 15 de abril 8.ª rodada | Flamengo | 3 – 1  | Americano | Rio de Janeiro                                                          |  |
| 16:00                  |          | Súmula |           | Estádio: Engenhão Público: 4 104 Árbitro: RJ Carlos Eduardo Nunes Braga |  |

Fase final
| 22 de abril Semifinal | Flamengo | 2 – 3 | Vasco da Gama | Rio de Janeiro                                                |  |
| 16:00                 |          |       |               | Estádio: Engenhão Árbitro: RJ Marcelo de Lima Henrique (FIFA) |  |

#### Classificação geral
Para a definição da classificação geral, excluem-se os pontos obtidos nas fases semifinal e final de cada turno. Ao final do campeonato, o campeão e o vice-campeão ocuparão a primeira e segunda colocações independente do número de pontos. Por isso, Fluminense, campeão, e Botafogo, vice-campeão, ocuparam a 1.ª e 2.ª posições, respectivamente.
| Pos | Time     | PG | J  | V  | E | D | GP | GS | SG  |
| --- | -------- | -- | -- | -- | - | - | -- | -- | --- |
| 3   | Flamengo | 36 | 15 | 11 | 3 | 1 | 27 | 9  | +18 |

### Amistosos
| 12 de janeiro | Flamengo       | 1 – 0 | Londrina | Londrina (PR)                                              |  |
| 20:30         | Bottinelli 76' |       |          | Estádio: do Café Público: 4 214 Árbitro: PR Leonardo Zanon |  |

| 15 de janeiro | Corinthians            | 2 – 2 | Flamengo                     | Londrina (PR)                                      |  |
| 16:00         | Alex 25' · Liédson 45' |       | Bottinelli 67' · Negueba 80' | Estádio: do Café Árbitro: PR Leandro Júnior Hermes |  |

| 31 de maio | Seleção do Piauí | 0 – 2 | Flamengo                         | Teresina (PI)                                      |  |
| 19:30      |                  |       | Kléberson 39' · Luiz Antônio 80' | Estádio: Albertão Árbitro: PI Antônio Santos Nunes |  |

Última atualização em 1 de junho de 2012.

## Partidas disputadas
O clube disputou 66 partidas, sendo 28 partidas como mandante, 11 clássicos[CLAS] e 27 como visitante, sendo 28 vitórias, 20 empates e 18 derrotas. A equipe marcou 89 gols e sofreu 74, com saldo de 15 gols.
Última atualização em 15 de dezembro de 2012.
Legenda:      Vitórias —      Empates —      Derrotas —      Clássicos[CLAS]

### Primeira partida
| 12 de janeiro Amistoso | Flamengo       | 1 – 0 | Londrina | Londrina (PR)                                              |  |
| 20:30                  | Bottinelli 76' |       |          | Estádio: do Café Público: 4 214 Árbitro: PR Leonardo Zanon |  |

### Última partida
| 1 de dezembro Brasileiro - 38.ª | Flamengo                    | 2 – 2          | Botafogo                    | Rio de Janeiro                                                     |  |
| 19:30                           | Nixon 32' · Vágner Love 55' | súmula borderô | Sassá 4' · Vítor Júnior 48' | Estádio: Engenhão Público: 9 380 Árbitro: RJ Felipe Gomes da Silva |  |

### Campanha
Essa é a campanha na temporada:
|                    | Mandante | Visitante | Clássicos[CLAS] | Total |
| ------------------ | -------- | --------- | --------------- | ----- |
| Jogos              | 28       | 27        | 11              | 66    |
| Vitórias           | 15       | 10        | 3               | 28    |
| Empates            | 10       | 6         | 4               | 20    |
| Derrotas           | 3        | 11        | 4               | 18    |
|                    |          |           |                 |       |
| Gols marcados      | 44       | 34        | 11              | 89    |
| Gols sofridos      | 24       | 39        | 11              | 74    |
| Saldo de gols      | 20       | -5        | 0               | 15    |
|                    |          |           |                 |       |
| Aproveitamento (%) | 65,5     | 44,4      | 39,4            | 52,5  |

Última atualização em 15 de dezembro de 2012.

## Artilharia
A artilharia da temporada:
| #           | Futebolista    | Total | Amistoso | Campeonato Carioca | Campeonato Brasileiro | Copa Libertadores |  |
| ----------- | -------------- | ----- | -------- | ------------------ | --------------------- | ----------------- |  |
| 01          | Vágner Love    | 24    |          | 9                  | 13                    | 2                 |  |
| 02          | Renato Abreu   | 7     |          | 1                  | 6                     |                   |  |
|             | Ronaldinho     | 7     |          | 4                  | 1                     | 2                 |  |
| 04          | Deivid         | 6     |          | 4                  |                       | 2                 |  |
| 05          | Kléberson      | 5     | 1        | 4                  |                       |                   |  |
|             | Luiz Antônio   | 5     | 1        |                    | 1                     | 3                 |  |
|             | Bottinelli     | 5     | 2        |                    | 1                     | 2                 |  |
| 08          | Léo Moura[LEO] | 4     |          | 1                  |                       | 3                 |  |
|             | Liédson        | 4     |          |                    | 4                     |                   |  |
| 10          | Adryan         | 3     |          | 1                  | 2                     |                   |  |
|             | Hernane        | 3     |          |                    | 3                     |                   |  |
| 12          | Jael           | 2     |          | 2                  |                       |                   |  |
|             | Negueba        | 2     | 1        | 1                  |                       |                   |  |
|             | González       | 2     |          |                    | 2                     |                   |  |
| 15          | Airton         | 1     |          |                    | 1                     |                   |  |
|             | Camacho        | 1     |          | 1                  |                       |                   |  |
|             | Cléber Santana | 1     |          |                    | 1                     |                   |  |
|             | David Braz     | 1     |          | 1                  |                       |                   |  |
|             | Ibson          | 1     |          |                    | 1                     |                   |  |
|             | Nixon          | 1     |          |                    | 1                     |                   |  |
|             | Ramon          | 1     |          |                    | 1                     |                   |  |
|             | Renato Santos  | 1     |          |                    | 1                     |                   |  |
|             | Welinton       | 1     |          |                    |                       | 1                 |  |
|             |                |       |          |                    |                       |                   |  |
| Gols-contra | Gols-contra    | 1     |          | 1                  |                       |                   |  |

- LEO. ^
- Em itálico os futebolistas que não atuavam mais pelo clube ao final da temporada
- Última atualização em 16 de dezembro de 2012.

## Cartões
Os cartões amarelos e vermelhos recebidos durante a temporada:
| #                   | Futebolista         | Expulso | Penalizado com cartão amarelo |
| ------------------- | ------------------- | ------- | ----------------------------- |
| 01                  | Luiz Antônio        | 2       | 6                             |
| 02                  | Bottinelli          | 1       | 10                            |
| 03                  | Ramon               | 1       | 8                             |
| 04                  | Léo Moura           | 1       | 6                             |
|                     | Renato Abreu        | 1       | 6                             |
| 06                  | Ibson               | 1       | 5                             |
|                     | Wellington Silva    | 1       | 5                             |
| 08                  | Willians            | 1       | 4                             |
| 09                  | Ronaldinho          | 1       | 2                             |
| 10                  | Paulo Sérgio        | 1       |                               |
| 11                  | González            |         | 11                            |
| 12                  | Vágner Love         |         | 8                             |
| 13                  | Amaral              |         | 7                             |
|                     | Welinton            |         | 7                             |
| 15                  | Airton              |         | 6                             |
|                     | Negueba             |         | 6                             |
| 17                  | David Braz          |         | 5                             |
|                     | Marllon             |         | 5                             |
| 19                  | Adryan              |         | 4                             |
|                     | Muralha             |         | 4                             |
|                     | Thomás              |         | 4                             |
| 22                  | Cáceres             |         | 3                             |
|                     | Diego Maurício      |         | 3                             |
|                     | Felipe              |         | 3                             |
|                     | Galhardo            |         | 3                             |
|                     | Kléberson           |         | 3                             |
| 27                  | Deivid              |         | 2                             |
|                     | Frauches            |         | 2                             |
|                     | Gustavo             |         | 2                             |
|                     | João Felipe         |         | 2                             |
|                     | Thiago Medeiros     |         | 2                             |
| 32                  | Cléber Santana      |         | 1                             |
|                     | Felipe Dias         |         | 1                             |
|                     | Júnior César        |         | 1                             |
|                     | Hernane             |         | 1                             |
|                     | Maldonado           |         | 1                             |
|                     | Magal               |         | 1                             |
|                     | Mattheus            |         | 1                             |
|                     | Renato Santos       |         | 1                             |
|                     | Wellington Bruno    |         | 1                             |
| TOTAL               | TOTAL               | 11      | 153                           |
| MÉDIA (89 partidas) | MÉDIA (89 partidas) | 0,12    | 1,72                          |

- Em itálico os futebolistas que não atuavam mais pelo clube ao final da temporada
- Última atualização em 16 de dezembro de 2012.

## Público
| Competição            | Mandante | Visitante | Clássicos[CLAS] | Total    | Partidas[PUB] | Média    |
| --------------------- | -------- | --------- | --------------- | -------- | ------------- | -------- |
| Copa Libertadores     | N/D[CSF] | N/D[CSF]  | N/D[CSF]        | N/D[CSF] | 0             | —        |
| Campeonato Brasileiro | 212 207  | 273 113   | 113 520         | 598 840  | 38            | 15 758,9 |
| Campeonato Carioca    | 34 547   | 32 418    | 41 344          | 108 309  | 15            | 7 220,6  |
| Amistoso              | 4 214    |           |                 | 4 214    | 1             | 4 214,0  |
| Total                 | 250 968  | 305 531   | 154 864         | 711 363  | 54            | 13 173,4 |
| Partidas              | 24       | 21        | 9               | 54       |               |          |
| Média                 | 10 457,0 | 14 549,1  | 17 207,1        | 13 173,4 |               |          |

- CSF. ^ O público das partidas da Copa Libertadores não foram divulgados pela CONMEBOL
- PUB. ^ Partidas com o público divulgados pelos respectivos organizadores
- Última atualização em 16 de dezembro de 2012.